# Llista de topònims de Nou Barris
Llista de topònims (noms propis de lloc) del districte de Nou Barris, a Barcelona
Informació actualitzada per un bot. Els canvis manuals es perdran quan s'actualitzi!

## aqüeducte
| imatge | Nom                                                    | Ubicat a                   | instància de   | Detalls | coordenades | Protecció                    | Commons (més fotos)            | Dades a WD                    |
| ------ | ------------------------------------------------------ | -------------------------- | -------------- | ------- | --- | ---------------------------- | ------------------------------ | ----------------------------- |
|        | Aqüeducte Dosrius                                      | la Guineueta               | aqüeducte pont | 1869    | 41° 26′ 13″ N, 2° 09′ 50″ E / 41.436876°N,2.163872°E ca:c. Feliu i Codina (final, sobre Torrent de Can Carreres) - pg. Fabra i Puig, 423 86 msnm | bé cultural d'interès local  | Aqüeducte Dosrius (Nou Barris) | Modifica les dades a Wikidata |
|        | Aqüeducte del Vallès sobre el torrent Font d'en Magués | Barcelona Nou Barris       | aqüeducte pont | 1825    | 41° 27′ 22″ N, 2° 10′ 41″ E / 41.456195°N,2.178082°E ca:C. Torrent Font d'en Magués, 15 - av. Escolapi Càncer, 85, Barcelona                     | bé cultural d'interès local  | Aqüeducte del Vallès (tram 3)  | Modifica les dades a Wikidata |
|        | Aqüeducte del Vallès sobre el torrent de Font Moguera  | Barcelona Nou Barris       | aqüeducte pont | 1825    | 41° 27′ 32″ N, 2° 10′ 26″ E / 41.458919°N,2.173844°E ca:Av. Rasos de Peguera, 51-55 (al costat del camp de futbol), Barcelona                    | bé cultural d'interès local  | Aqüeducte del Vallès (tram 2)  | Modifica les dades a Wikidata |
|        | Aqüeducte del Vallès sobre el torrent del Bosc         | Ciutat Meridiana Can Cuiàs | aqüeducte pont |         | 41° 27′ 39″ N, 2° 10′ 18″ E / 41.460881°N,2.171537°E ca:Av. Rasos de Peguera                                                                     | bé cultural d'interès local  | Aqüeducte del Vallès (tram 1)  | Modifica les dades a Wikidata |
|        | aqüeducte del Vallès                                   | Nou Barris Torre Baró      | aqüeducte pont |         | 41° 27′ 23″ N, 2° 10′ 54″ E / 41.456278568243°N,2.18175797099785°E                                                                               | bé amb protecció urbanística |                                | Modifica les dades a Wikidata |

## arbre commemoratiu
| imatge | Nom                            | Ubicat a             | instància de               | Detalls                           | coordenades                                                              | Protecció               | Commons (més fotos) | Dades a WD                    |
| ------ | ------------------------------ | -------------------- | -------------------------- | --------------------------------- | ------------------------------------------------------------------------ | ----------------------- | ------------------- | ----------------------------- |
|        | Arbreda de la memòria          | Barcelona Torre Baró | arbre commemoratiu arbreda |                                   | 41° 27′ 01″ N, 2° 10′ 24″ E / 41.450356°N,2.173211°E                     | art públic de Barcelona |                     | Modifica les dades a Wikidata |
|        | Ginjoler dedicat a Pere Fontàs | Barcelona Nou Barris | arbre commemoratiu         | Taxon: ginjoler (Ziziphus jujuba) | 41° 26′ 25″ N, 2° 10′ 23″ E / 41.440402°N,2.17301°E Parc de la Guineueta | art públic de Barcelona |                     | Modifica les dades a Wikidata |

## barri administratiu de Barcelona
| imatge | Nom                           | Ubicat a             | instància de                           | Detalls                                                                                          | coordenades                                                                | Protecció | Commons (més fotos)                 | Dades a WD                    |
| ------ | ----------------------------- | -------------------- | -------------------------------------- | ------------------------------------------------------------------------------------------------ | -------------------------------------------------------------------------- | --------- | ----------------------------------- | ----------------------------- |
|        | Can Peguera                   | Nou Barris           | barri administratiu de Barcelona barri | 2215 hab Superfície: 0.12km² Anomenat per: Can Peguera                                           | 41° 26′ 06″ N, 2° 09′ 58″ E / 41.4349°N,2.166188°E                         |           | Can Peguera (Nou Barris)            | Modifica les dades a Wikidata |
|        | Canyelles                     | Nou Barris           | barri administratiu de Barcelona barri | Estil: arquitectura moderna 6813 hab Superfície: 79.3ha                                          | 41° 26′ 34″ N, 2° 09′ 58″ E / 41.442684°N,2.166015°E ca:Barri de Canyelles |           | Canyelles (Nou Barris)              | Modifica les dades a Wikidata |
|        | Ciutat Meridiana              | Nou Barris           | barri administratiu de Barcelona barri | 11152 hab Superfície: 0.36km² Anomenat per: avinguda Meridiana                                   | 41° 27′ 39″ N, 2° 10′ 28″ E / 41.46091389°N,2.17443333°E                   |           | Ciutat Meridiana                    | Modifica les dades a Wikidata |
|        | Porta                         | Nou Barris           | barri administratiu de Barcelona barri | 27796 hab Superfície: 0.837km²                                                                   | 41° 26′ 05″ N, 2° 10′ 30″ E / 41.43465°N,2.17494722°E                      |           | Porta (Nou Barris)                  | Modifica les dades a Wikidata |
|        | Torre Baró                    | Nou Barris           | barri administratiu de Barcelona barri | 2923 hab Superfície: 1.77km² Anomenat per: Castell de Torre Baró                                 | 41° 27′ 30″ N, 2° 10′ 51″ E / 41.458356°N,2.180782°E                       |           | Torre Baró (neighbourhood)          | Modifica les dades a Wikidata |
|        | Vallbona                      | Nou Barris           | barri administratiu de Barcelona barri | 1401 hab Superfície: 0.6km²                                                                      | 41° 27′ 44″ N, 2° 10′ 58″ E / 41.462330555556°N,2.1829083333333°E          |           | Vallbona (Nou Barris)               | Modifica les dades a Wikidata |
|        | Verdun                        | Nou Barris           | barri administratiu de Barcelona barri | 12865 hab Superfície: 23.7ha Anomenat per: batalla de Verdun                                     | 41° 26′ 36″ N, 2° 10′ 30″ E / 41.443333333333335°N,2.175°E                 |           | Verdum (Nou Barris)                 | Modifica les dades a Wikidata |
|        | Vilapicina i la Torre Llobeta | Nou Barris           | barri administratiu de Barcelona       | 25875 hab Superfície: 56.4ha Anomenat per: església de Santa Eulàlia de Vilapicina Torre Llobeta | 41° 25′ 44″ N, 2° 10′ 15″ E / 41.428761111111°N,2.1708722222222°E          |           | Vilapicina i la Torre Llobeta       | Modifica les dades a Wikidata |
|        | el Turó de la Peira           | Nou Barris Barcelona | barri administratiu de Barcelona barri | 16186 hab Superfície: 35.4ha Anomenat per: turó de la Peira                                      | 41° 25′ 59″ N, 2° 09′ 57″ E / 41.433008333333°N,2.1658083333333°E          |           | El Turó de la Peira (neighbourhood) | Modifica les dades a Wikidata |
|        | la Guineueta                  | Nou Barris           | barri administratiu de Barcelona barri | 15373 hab Superfície: 0.61km²                                                                    | 41° 26′ 29″ N, 2° 10′ 19″ E / 41.441342°N,2.171986°E                       |           | La Guineueta                        | Modifica les dades a Wikidata |
|        | la Prosperitat                | Nou Barris           | barri administratiu de Barcelona barri | 26868 hab Superfície: 59.5ha                                                                     | 41° 26′ 34″ N, 2° 10′ 54″ E / 41.442661111111°N,2.1816861111111°E          |           | La Prosperitat (Nou Barris)         | Modifica les dades a Wikidata |
|        | la Trinitat Nova              | Nou Barris           | barri administratiu de Barcelona barri | 7628 hab Superfície: 57.7ha                                                                      | 41° 26′ 55″ N, 2° 11′ 07″ E / 41.448580555556°N,2.1852472222222°E          |           | La Trinitat Nova                    | Modifica les dades a Wikidata |
|        | les Roquetes                  | Nou Barris           | barri administratiu de Barcelona barri | 16563 hab Superfície: 64.2ha Anomenat per: Turó de Roquetes                                      | 41° 26′ 55″ N, 2° 10′ 19″ E / 41.448644444444°N,2.1720305555556°E          |           | Les Roquetes (Nou Barris)           | Modifica les dades a Wikidata |

## carrer
| imatge | Nom                           | Ubicat a | instància de | Detalls                                                  | coordenades                                                                                           | Protecció                    | Commons (més fotos)           | Dades a WD                    |
| ------ | ----------------------------- | --- | ------------ | -------------------------------------------------------- | --- | ---------------------------- | ----------------------------- | ----------------------------- |
|        | Via Júlia                     | Nou Barris | carrer       | Anomenat per: Bàrcino                                    | 41° 26′ 32″ N, 2° 10′ 41″ E / 41.44235556°N,2.178°E                                                   |                              | Via Júlia, Barcelona          | Modifica les dades a Wikidata |
|        | avinguda Meridiana            | Barcelona Fort Pienc el Parc i la Llacuna del Poblenou el Clot el Camp de l'Arpa del Clot Navas la Sagrera Vilapicina i la Torre Llobeta Sant Andreu de Palomar Porta la Prosperitat la Trinitat Nova Trinitat Vella | carrer       | Llarg: 7.1km Anomenat per: meridià                       | 41° 25′ 19″ N, 2° 11′ 13″ E / 41.421942°N,2.186847°E                                                  |                              | Avinguda Meridiana            | Modifica les dades a Wikidata |
|        | avinguda de Rio de Janeiro    | Nou Barris | carrer       | Anomenat per: Rio de Janeiro                             | 41° 26′ 12″ N, 2° 10′ 49″ E / 41.43657°N,2.18035°E                                                    |                              |                               | Modifica les dades a Wikidata |
|        | carrer Nou de Porta           | Barcelona Porta | carrer       | 1980                                                     | 41° 25′ 55″ N, 2° 10′ 29″ E / 41.43205405761384°N,2.1747727848977867°E                                |                              |                               | Modifica les dades a Wikidata |
|        | carrer d'Arnau d'Oms          | Barcelona el Congrés i els Indians Vilapicina i la Torre Llobeta Porta | carrer       | 1929                                                     | 41° 25′ 40″ N, 2° 10′ 38″ E / 41.42777°N,2.17726°E 41° 25′ 54″ N, 2° 10′ 39″ E / 41.43172°N,2.17742°E |                              | Carrer d'Arnau d'Oms          | Modifica les dades a Wikidata |
|        | carrer de Desfar              | Barcelona Vilapicina i la Torre Llobeta Porta | carrer       | 1939                                                     | 41° 25′ 50″ N, 2° 10′ 35″ E / 41.430508333333°N,2.176375°E                                            |                              |                               | Modifica les dades a Wikidata |
|        | carrer de Piferrer            | Porta | carrer       |                                                          | |                              |                               | Modifica les dades a Wikidata |
|        | carrer de Ramon Albó          | Barcelona el Congrés i els Indians Vilapicina i la Torre Llobeta | carrer       | 1914                                                     | 41° 25′ 33″ N, 2° 10′ 38″ E / 41.425930555556°N,2.1772972222222°E                                     |                              | Carrer de Ramon Albó          | Modifica les dades a Wikidata |
|        | carrer de la Jota             | Barcelona Vilapicina i la Torre Llobeta | carrer       | 1929                                                     | 41° 25′ 46″ N, 2° 10′ 45″ E / 41.429458333333°N,2.1790833333333°E                                     |                              | Carrer de la Jota             | Modifica les dades a Wikidata |
|        | carrer del Doctor Pi i Molist | Barcelona el Turó de la Peira Porta la Guineueta | carrer       | 1914 Anomenat per: Emili Pi i Molist                     | 41° 25′ 59″ N, 2° 10′ 24″ E / 41.432941666667°N,2.1733916666667°E                                     |                              | Carrer del Doctor Pi i Molist | Modifica les dades a Wikidata |
|        | carrer del Pintor Alsamora    | Barcelona Porta | carrer       |                                                          | 41° 26′ 08″ N, 2° 10′ 41″ E / 41.435554°N,2.178031°E                                                  |                              |                               | Modifica les dades a Wikidata |
|        | carretera de Ribes            | Barcelona Sant Andreu de Palomar Trinitat Vella Vallbona | carrer       |                                                          | 41° 26′ 43″ N, 2° 11′ 19″ E / 41.44535°N,2.18874°E                                                    |                              |                               | Modifica les dades a Wikidata |
|        | passatge de Porta             | Barcelona Porta | carrer       |                                                          | 41° 25′ 56″ N, 2° 10′ 28″ E / 41.43229587169667°N,2.174391612185987°E                                 |                              |                               | Modifica les dades a Wikidata |
|        | passatge de Santa Eulàlia     | Vilapicina i la Torre Llobeta | carrer       |                                                          | 41° 25′ 41″ N, 2° 10′ 56″ E / 41.4281°N,2.18212°E                                                     |                              | Passatge de Santa Eulàlia     | Modifica les dades a Wikidata |
|        | passatge de l'Esperança       | Vilapicina i la Torre Llobeta | carrer       | Estil: noucentisme 1929                                  | 41° 25′ 45″ N, 2° 10′ 38″ E / 41.429094444444445°N,2.177122222222222°E ca:Passatge de l'Esperança     | bé amb protecció urbanística | Passatge de l'Esperança       | Modifica les dades a Wikidata |
|        | passeig de Fabra i Puig       | Barcelona la Guineueta Can Peguera Horta el Turó de la Peira Vilapicina i la Torre Llobeta Porta Sant Andreu de Palomar                                                                                              | carrer       | 1918 Anomenat per: Romà Fabra i Puig Ferran Fabra i Puig | 41° 25′ 49″ N, 2° 11′ 09″ E / 41.43017778°N,2.18583333°E                                              |                              | Passeig de Fabra i Puig       | Modifica les dades a Wikidata |

## casa
| imatge | Nom                                                    | Ubicat a                                 | instància de | Detalls                                                                    | coordenades                                                                                 | Protecció                    | Commons (més fotos)           | Dades a WD                    |
| ------ | ------------------------------------------------------ | ---------------------------------------- | ------------ | -------------------------------------------------------------------------- | ------------------------------------------------------------------------------------------- | ---------------------------- | ----------------------------- | ----------------------------- |
|        | Castell de Torre Baró                                  | Torre Baró                               | casa         | Arquitecte: Josep Torres i Argullol Estil: historicisme arquitectònic 1905 | 41° 27′ 05″ N, 2° 10′ 35″ E / 41.451365°N,2.176299°E ca:Ctra. Alta de les Roquetes, 313-319 | bé cultural d'interès local  | Torre Baró (building)         | Modifica les dades a Wikidata |
|        | habitatge unifamiliar al carrer Malgrat, 58            | Nou Barris Vilapicina i la Torre Llobeta | casa         | Estil: noucentisme                                                         | 41° 25′ 45″ N, 2° 10′ 48″ E / 41.4291600719485°N,2.18010221188322°E                         | bé amb protecció urbanística |                               | Modifica les dades a Wikidata |
|        | habitatge unifamiliar al passeig Fabra i Puig, 249-251 | Nou Barris Vilapicina i la Torre Llobeta | casa         |                                                                            | 41° 25′ 49″ N, 2° 10′ 22″ E / 41.4302059085783°N,2.17269711622571°E                         | bé amb protecció urbanística | Passeig Fabra i Puig, 249-251 | Modifica les dades a Wikidata |

## conjunt urbà
| imatge | Nom                                     | Ubicat a                   | instància de | Detalls | coordenades | Protecció | Commons (més fotos) | Dades a WD                    |
| ------ | --------------------------------------- | -------------------------- | ------------ | ------- | --- | --------- | ------------------- | ----------------------------- |
|        | Habitatges Trinitat Nova                | Barcelona la Trinitat Nova | conjunt urbà |         | 41° 27′ 02″ N, 2° 11′ 07″ E / 41.45057678222656°N,2.1852850914001465°E ca:Aiguablava / Plaça de l'Aire                          |           |                     | Modifica les dades a Wikidata |
|        | habitatges de l'Obra Sindical del Hogar | Barcelona les Roquetes     | conjunt urbà |         | 41° 26′ 41″ N, 2° 10′ 21″ E / 41.4446907043457°N,2.1723830699920654°E ca:Entre els carrers d'Artesania, Simancas i Via Favència |           |                     | Modifica les dades a Wikidata |
|        | habitatges de l'Obra Sindical del Hogar | Barcelona la Trinitat Nova | conjunt urbà |         | 41° 26′ 52″ N, 2° 10′ 56″ E / 41.44783020019531°N,2.182123899459839°E ca:Entre els carrers Aiguablava, Chafarinas i Fenals      |           |                     | Modifica les dades a Wikidata |
|        | les Cases Barates                       | Barcelona Can Peguera      | conjunt urbà |         | 41° 26′ 06″ N, 2° 09′ 58″ E / 41.43489074707031°N,2.1661911010742188°E ca:Pg. Fabra i Puig / Pg. Urrutia                        |           |                     | Modifica les dades a Wikidata |

## curs d'aigua
| imatge | Nom                    | Ubicat a                                                            | instància de               | Detalls                                                     | coordenades                                                                                               | Protecció | Commons (més fotos)     | Dades a WD                    |
| ------ | ---------------------- | ------------------------------------------------------------------- | -------------------------- | ----------------------------------------------------------- | --- | --------- | ----------------------- | ----------------------------- |
|        | Besòs                  | província de Barcelona Vallès Oriental Vallès Occidental Barcelonès | curs d'aigua riu principal | Desemboca: mar Mediterrània Llarg: 17.7km Conca: 1038.31km² | 41° 32′ 47″ N, 2° 15′ 02″ E / 41.5463°N,2.2506°E 41° 25′ 07″ N, 2° 13′ 59″ E / 41.4187°N,2.2331°E 16 msnm |           | Besòs River             | Modifica les dades a Wikidata |
|        | torrent d'en Carabassa | la Font d'en Fargues Vilapicina i la Torre Llobeta                  | curs d'aigua               | Desemboca: riera d'Horta Anomenat per: Can Carabassa        | 41° 25′ 40″ N, 2° 09′ 51″ E / 41.42771389°N,2.16420278°E                                                  |           | Torrent de la Carabassa | Modifica les dades a Wikidata |

## edifici
| imatge | Nom                              | Ubicat a                                 | instància de                      | Detalls                  | coordenades                                                                                   | Protecció                                              | Commons (més fotos)                    | Dades a WD                    |
| ------ | -------------------------------- | ---------------------------------------- | --------------------------------- | ------------------------ | --------------------------------------------------------------------------------------------- | ------------------------------------------------------ | -------------------------------------- | ----------------------------- |
|        | Ateneu Popular de Nou Barris     | Nou Barris                               | edifici                           |                          | 41° 26′ 55″ N, 2° 10′ 41″ E / 41.4486833333°N,2.17798611111°E ca:Carrer de Portlligat, 11-15  |                                                        | Ateneu Popular de Nou Barris (edifici) | Modifica les dades a Wikidata |
|        | Ateneu Popular de Nou Barris     | la Trinitat Nova Barcelona               | edifici estructura arquitectònica |                          | 41° 26′ 56″ N, 2° 10′ 49″ E / 41.448883056640625°N,2.1803150177001953°E ca:Portligat, 11      |                                                        |                                        | Modifica les dades a Wikidata |
|        | Casa de l'Aigua                  | Barcelona Nou Barris                     | edifici                           | Estil: modernisme català | 41° 27′ 13″ N, 2° 11′ 15″ E / 41.4536111111°N,2.1875°E ca:Garbí, 2                            | bé amb elements d'interès bé amb protecció urbanística | Casa de l'Aigua                        | Modifica les dades a Wikidata |
|        | Casal de Trinitat Nova           | Barcelona la Trinitat Nova               | edifici estructura arquitectònica |                          | 41° 27′ 10″ N, 2° 11′ 15″ E / 41.452693939208984°N,2.1875810623168945°E ca:S'Agaró, 61        |                                                        |                                        | Modifica les dades a Wikidata |
|        | Font de Sant Josep de Can Masdeu | Barcelona Canyelles                      | edifici estructura arquitectònica |                          | 41° 26′ 44″ N, 2° 09′ 24″ E / 41.445560455322266°N,2.1566929817199707°E ca:Camí de Can Masdeu |                                                        |                                        | Modifica les dades a Wikidata |
|        | Pilar d'aigua                    | Nou Barris Vilapicina i la Torre Llobeta | edifici                           |                          | 41° 25′ 45″ N, 2° 10′ 01″ E / 41.429150523648°N,2.16702485006348°E                            | bé amb protecció urbanística                           |                                        | Modifica les dades a Wikidata |
|        | Vil·la Maite                     | Nou Barris la Trinitat Nova              | edifici                           |                          | 41° 27′ 10″ N, 2° 11′ 13″ E / 41.4528558272898°N,2.18684192460022°E                           | bé amb protecció urbanística                           |                                        | Modifica les dades a Wikidata |

## edifici administratiu
| imatge | Nom                            | Ubicat a               | instància de          | Detalls | coordenades                                                                                          | Protecció | Commons (més fotos) | Dades a WD                    |
| ------ | ------------------------------ | ---------------------- | --------------------- | ------- | --- | --------- | ------------------- | ----------------------------- |
|        | Edificis Meridian i Uned       | Barcelona Porta        | edifici administratiu |         | 41° 26′ 13″ N, 2° 10′ 51″ E / 41.43699264526367°N,2.1808390617370605°E ca:Carrer Rosselló-Pòrcel, 11 |           |                     | Modifica les dades a Wikidata |
|        | Parc Tecnològic Barcelona Nord | Barcelona la Guineueta | edifici administratiu |         | 41° 26′ 12″ N, 2° 10′ 09″ E / 41.43659973144531°N,2.169102907180786°E ca:Carrer Marie Curie, 8-14    |           |                     | Modifica les dades a Wikidata |

## edifici escolar
| imatge | Nom                                                            | Ubicat a                                | instància de    | Detalls                     | coordenades | Protecció | Commons (més fotos) | Dades a WD                    |
| ------ | -------------------------------------------------------------- | --------------------------------------- | --------------- | --------------------------- | --- | --------- | ------------------- | ----------------------------- |
|        | Antiga Escola Giner (centre de dia Pi i Molist)                | Barcelona Can Peguera                   | edifici escolar | Estil: noucentisme          | 41° 26′ 01″ N, 2° 10′ 07″ E / 41.433570861816406°N,2.168566942214966°E ca:Vila-seca, 3                           |           |                     | Modifica les dades a Wikidata |
|        | Escola Deià                                                    | Barcelona Canyelles                     | edifici escolar |                             | 41° 26′ 41″ N, 2° 10′ 04″ E / 41.4445915222168°N,2.1678760051727295°E ca:Carrer Ignasi Agustí, 2                 |           |                     | Modifica les dades a Wikidata |
|        | Escola Superior de Conservació i Restauració de Béns Culturals | Barcelona la Trinitat Nova              | edifici escolar | Estil: arquitectura moderna | 41° 27′ 07″ N, 2° 11′ 10″ E / 41.45184326171875°N,2.186033010482788°E ca:Aiguablava, 109-113                     |           |                     | Modifica les dades a Wikidata |
|        | Escola Timbaler del Bruc                                       | Barcelona Vilapicina i la Torre Llobeta | edifici escolar |                             | 41° 25′ 42″ N, 2° 10′ 40″ E / 41.428470611572266°N,2.1776750087738037°E ca:Arnau d'Oms, 4 / Escòcia / Emili Roca |           |                     | Modifica les dades a Wikidata |

## edifici públic
| imatge | Nom                                                        | Ubicat a                                | instància de   | Detalls | coordenades | Protecció | Commons (més fotos) | Dades a WD                    |
| ------ | ---------------------------------------------------------- | --------------------------------------- | -------------- | ------- | --- | --------- | ------------------- | ----------------------------- |
|        | Biblioteca de la Zona Nord                                 | Barcelona Torre Baró                    | edifici públic |         | 41° 27′ 40″ N, 2° 10′ 47″ E / 41.461151123046875°N,2.179845094680786°E ca:Vallcivera, 3 bis                        |           |                     | Modifica les dades a Wikidata |
|        | CAP Chafarinas                                             | Barcelona la Trinitat Nova              | edifici públic |         | 41° 26′ 50″ N, 2° 11′ 01″ E / 41.44709777832031°N,2.183547019958496°E ca:Chafarinas, 2                             |           |                     | Modifica les dades a Wikidata |
|        | Centre de Salut i Biblioteca de Vilapicina i Torre Llobeta | Barcelona Vilapicina i la Torre Llobeta | edifici públic |         | 41° 25′ 37″ N, 2° 10′ 35″ E / 41.426876068115234°N,2.1762781143188477°E ca:Av. de Borbó / Plaça Carmen Laforet, 11 |           |                     | Modifica les dades a Wikidata |
|        | Parc de Can Dragó. Àrea esportiva                          | Barcelona Porta                         | edifici públic |         | 41° 26′ 06″ N, 2° 10′ 58″ E / 41.43497467041016°N,2.1827681064605713°E ca:Av. Meridiana / Pg. Andreu Nin           |           |                     | Modifica les dades a Wikidata |

## edifici religiós
| imatge | Nom                                           | Ubicat a                 | instància de     | Detalls                           | coordenades                                                                                          | Protecció | Commons (més fotos) | Dades a WD                    |
| ------ | --------------------------------------------- | ------------------------ | ---------------- | --------------------------------- | --- | --------- | ------------------- | ----------------------------- |
|        | església de Sant Rafael, de l'Institut Mental | Barcelona la Guineueta   | edifici religiós | Estil: historicisme arquitectònic | 41° 26′ 16″ N, 2° 10′ 14″ E / 41.437801361083984°N,2.1706860065460205°E ca:Marie Curie, 23 / Alsàcia |           |                     | Modifica les dades a Wikidata |
|        | església de Santa Engràcia                    | Barcelona la Prosperitat | edifici religiós | Estil: historicisme arquitectònic | 41° 26′ 34″ N, 2° 10′ 49″ E / 41.442779541015625°N,2.18030309677124°E ca:Plaça de Santa Engràcia, 1  |           |                     | Modifica les dades a Wikidata |
|        | església de Santa Maria Magdalena             | Barcelona les Roquetes   | edifici religiós |                                   | 41° 26′ 51″ N, 2° 10′ 36″ E / 41.44758224487305°N,2.1767189502716064°E ca:Carrer Llopis, 9           |           |                     | Modifica les dades a Wikidata |
|        | nova parròquia de Santa Eulàlia de Vilapicina | Barcelona Porta          | edifici religiós |                                   | 41° 25′ 50″ N, 2° 10′ 31″ E / 41.43046188354492°N,2.1751949787139893°E ca:Pg. Fabra i Puig, 260      |           |                     | Modifica les dades a Wikidata |

## edifici residencial
| imatge | Nom                                                                            | Ubicat a                                           | instància de                     | Detalls                       | coordenades | Protecció                    | Commons (més fotos)   | Dades a WD                    |
| ------ | ------------------------------------------------------------------------------ | -------------------------------------------------- | -------------------------------- | ----------------------------- | --- | ---------------------------- | --------------------- | ----------------------------- |
|        | Can Oliveres                                                                   | Barcelona Can Peguera                              | edifici residencial              | Estil: modernisme català      | 41° 26′ 12″ N, 2° 09′ 49″ E / 41.43659973144531°N,2.163501977920532°E ca:Feliu i Codina, 84 - Pg. Urrutia              |                              |                       | Modifica les dades a Wikidata |
|        | Casa del rellotge de sol                                                       | Barcelona el Turó de la Peira                      | edifici residencial              | Estil: noucentisme            | 41° 25′ 56″ N, 2° 10′ 26″ E / 41.43213653564453°N,2.173755884170532°E ca:Dr. Pi i Molist, 25                           |                              |                       | Modifica les dades a Wikidata |
|        | Conjunt d'habitatges Unifamiliars Adossats                                     | Nou Barris Vilapicina i la Torre Llobeta Barcelona | edifici residencial conjunt urbà | Estil: noucentisme            | 41° 25′ 45″ N, 2° 10′ 46″ E / 41.42908477783203°N,2.1793880462646484°E ca:Passatge Arquitecte Millàs                   | bé amb protecció urbanística |                       | Modifica les dades a Wikidata |
|        | Edifici Eucaliptus A                                                           | Barcelona Torre Baró                               | edifici residencial              |                               | 41° 27′ 36″ N, 2° 10′ 50″ E / 41.46004486083984°N,2.1804749965667725°E ca:Plaça dels Eucaliptus, 3                     |                              |                       | Modifica les dades a Wikidata |
|        | Habitatges Renfe                                                               | Barcelona la Prosperitat                           | edifici residencial              | Estil: arquitectura moderna   | 41° 26′ 29″ N, 2° 11′ 06″ E / 41.44132232666016°N,2.1849470138549805°E ca:Av. Meridiana, 495 / Av. Río de Janeiro, 118 |                              |                       | Modifica les dades a Wikidata |
|        | Habitatges Urrutia                                                             | Barcelona Can Peguera                              | edifici residencial              |                               | 41° 26′ 11″ N, 2° 09′ 50″ E / 41.43647766113281°N,2.1639530658721924°E ca:Pg. Urrutia, 1-9                             |                              |                       | Modifica les dades a Wikidata |
|        | Torre Júlia                                                                    | Barcelona la Prosperitat                           | edifici residencial              |                               | 41° 26′ 45″ N, 2° 10′ 51″ E / 41.44580078125°N,2.1808578968048096°E ca:Via Favència, 348-350                           |                              |                       | Modifica les dades a Wikidata |
|        | Torre Urrutia                                                                  | Barcelona Can Peguera                              | edifici residencial              |                               | 41° 26′ 11″ N, 2° 09′ 53″ E / 41.436279296875°N,2.1646769046783447°E ca:Pg. Urrutia, 17-19                             |                              |                       | Modifica les dades a Wikidata |
|        | cases al carrer Duero, 44-46                                                   | Barcelona Vilapicina i la Torre Llobeta            | edifici residencial              | Estil: arquitectura eclèctica | 41° 25′ 45″ N, 2° 09′ 52″ E / 41.42920684814453°N,2.1645140647888184°E ca:Carrer del Duero, 44-46                      |                              |                       | Modifica les dades a Wikidata |
|        | cases del Carrer Antoni Gilabert                                               | Barcelona Verdun                                   | edifici residencial              | Estil: arquitectura eclèctica | 41° 26′ 41″ N, 2° 10′ 35″ E / 41.444610595703125°N,2.1762900352478027°E ca:Carrer d'Antoni Gilabert, 52-56             |                              |                       | Modifica les dades a Wikidata |
|        | conjunt d'habitatges Unifamiliars Adossats                                     | Nou Barris Vilapicina i la Torre Llobeta           | edifici residencial              |                               | 41° 25′ 42″ N, 2° 10′ 19″ E / 41.4284173609952°N,2.17180925080138°E                                                    | bé amb protecció urbanística |                       | Modifica les dades a Wikidata |
|        | conjunt d'habitatges unifamiliars adossats al carrer Francesc Bolòs, 38-42     | Nou Barris                                         | edifici residencial              |                               | 41° 25′ 41″ N, 2° 10′ 21″ E / 41.4280676089869°N,2.17255882331934°E                                                    | bé amb protecció urbanística |                       | Modifica les dades a Wikidata |
|        | conjunt d'habitatges unifamiliars entre mitgeres al carrer Costa i Cuxart, 3-9 | Nou Barris                                         | edifici residencial              |                               | 41° 25′ 40″ N, 2° 10′ 23″ E / 41.42785°N,2.17312°E ca:C Costa i Cuxart, 3-9                                            | bé amb protecció urbanística |                       | Modifica les dades a Wikidata |
|        | edifici d'habitatges al carrer Serrano, 14                                     | Nou Barris Vilapicina i la Torre Llobeta           | edifici residencial              |                               | 41° 25′ 43″ N, 2° 10′ 18″ E / 41.4285709550962°N,2.17167025216538°E                                                    | bé amb protecció urbanística | Serrano, 14           | Modifica les dades a Wikidata |
|        | edifici d'habitatges plurifamiliar al passeig Maragall, 360                    | Nou Barris Vilapicina i la Torre Llobeta           | edifici residencial              |                               | 41° 25′ 41″ N, 2° 09′ 53″ E / 41.4280463740255°N,2.16478439752051°E                                                    | bé amb protecció urbanística | Passeig Maragall, 360 | Modifica les dades a Wikidata |
|        | edifici plurifamiliar al carrer Serrano, 16                                    | Nou Barris Vilapicina i la Torre Llobeta           | edifici residencial edifici      | Estil: modernisme català      | 41° 25′ 43″ N, 2° 10′ 18″ E / 41.4285409772633°N,2.1717520521006°E                                                     | bé amb protecció urbanística | Serrano, 16           | Modifica les dades a Wikidata |
|        | les Cases dels Carters                                                         | Barcelona la Trinitat Nova                         | edifici residencial              | Estil: arquitectura eclèctica | 41° 27′ 09″ N, 2° 11′ 14″ E / 41.45245361328125°N,2.187329053878784°E ca:Palamós, 85-95                                |                              |                       | Modifica les dades a Wikidata |

## església
| imatge | Nom                                         | Ubicat a                   | instància de | Detalls                                                                 | coordenades                                                                                                | Protecció                   | Commons (més fotos)                          | Dades a WD                    |
| ------ | ------------------------------------------- | -------------------------- | ------------ | ----------------------------------------------------------------------- | --- | --------------------------- | -------------------------------------------- | ----------------------------- |
|        | Sant Bernat de Clarevall                    | Barcelona Ciutat Meridiana | església     |                                                                         | 41° 27′ 39″ N, 2° 10′ 30″ E / 41.460866420806°N,2.17512595999695°E ca:Pedraforca, 2-6                      |                             | Sant Bernat de Clarevall                     | Modifica les dades a Wikidata |
|        | Sant Esteve                                 | Barcelona Porta            | església     |                                                                         | 41° 25′ 58″ N, 2° 10′ 50″ E / 41.4327929846696°N,2.18054430149666°E ca:Av. Rio de Janeiro, 10              |                             |                                              | Modifica les dades a Wikidata |
|        | Sant Francesc Xavier                        | Barcelona Can Peguera      | església     | Estil: historicisme arquitectònic                                       | 41° 26′ 05″ N, 2° 09′ 51″ E / 41.43469426129886°N,2.164163454117811°E ca:Plaça de Sant Francesc Xavier, 21 |                             | Església de Sant Francesc Xavier (Barcelona) | Modifica les dades a Wikidata |
|        | Sant Marc                                   | Barcelona Vallbona         | església     |                                                                         | 41° 27′ 48″ N, 2° 10′ 57″ E / 41.463404297822°N,2.18238626525176°E                                         |                             | Església de Sant Marc (Vallbona)             | Modifica les dades a Wikidata |
|        | Sant Mateu de la Guineueta                  | Barcelona la Guineueta     | església     |                                                                         | 41° 26′ 26″ N, 2° 09′ 56″ E / 41.44065941569542°N,2.1655511856079106°E ca:Via Favència, 80                 |                             | Sant Mateu de la Guineueta                   | Modifica les dades a Wikidata |
|        | Sant Sebastià de Verdum                     | Verdun                     | església     | Estil: arquitectura moderna                                             | 41° 26′ 37″ N, 2° 10′ 37″ E / 41.44366111111111°N,2.17705°E ca:Carrer Viladrosa, 96; 08042 Barcelona       |                             | Sant Sebastià de Verdum                      | Modifica les dades a Wikidata |
|        | Santa Bernadeta                             | Barcelona Torre Baró       | església     |                                                                         | 41° 27′ 22″ N, 2° 10′ 29″ E / 41.4561625797811°N,2.17485031413879°E                                        |                             |                                              | Modifica les dades a Wikidata |
|        | església de Santa Eulàlia de Vilapicina     | el Turó de la Peira        | església     | Estil: arquitectura neoclàssica 1782 Anomenat per: Eulàlia de Barcelona | 41° 25′ 50″ N, 2° 10′ 23″ E / 41.43069444°N,2.17291667°E ca:Pere d'Artés, 2                                | bé cultural d'interès local | Església de Santa Eulàlia de Vilapicina      | Modifica les dades a Wikidata |
|        | parròquia de Sant Josep Obrer de Nou Barris | Barcelona la Trinitat Nova | església     |                                                                         | 41° 26′ 52″ N, 2° 11′ 07″ E / 41.447881431752265°N,2.185319066047669°E ca:Palamós, 49                      |                             |                                              | Modifica les dades a Wikidata |
|        | parròquia de Sant Narcís                    | Barcelona Canyelles        | església     |                                                                         | 41° 26′ 35″ N, 2° 10′ 03″ E / 41.442947546747064°N,2.167369723320008°E ca:Carrer Antonio Machado, 14       |                             |                                              | Modifica les dades a Wikidata |
|        | parròquia de Santa Maria Magdalena          | Nou Barris                 | església     |                                                                         | 41° 26′ 56″ N, 2° 10′ 35″ E / 41.448818304774846°N,2.1763390302658085°E                                    |                             |                                              | Modifica les dades a Wikidata |

## estació de metro
| imatge | Nom                         | Ubicat a                  | instància de                       | Detalls                                     | coordenades                                                       | Protecció | Commons (més fotos)              | Dades a WD                    |
| ------ | --------------------------- | ------------------------- | ---------------------------------- | ------------------------------------------- | ----------------------------------------------------------------- | --------- | -------------------------------- | ----------------------------- |
|        | Estació de Canyelles        | Nou Barris                | estació de metro estació soterrada | 2001 Anomenat per: Canyelles                | 41° 26′ 34″ N, 2° 10′ 04″ E / 41.44277778°N,2.16777778°E          |           | Canyelles metrostation           | Modifica les dades a Wikidata |
|        | Estació de Casa de l'Aigua  | Nou Barris                | estació de metro estació soterrada | Anomenat per: Casa de l'Aigua               | 41° 27′ 10″ N, 2° 11′ 10″ E / 41.45277778°N,2.18611111°E          |           | Casa de l'Aigua metrostation     | Modifica les dades a Wikidata |
|        | Estació de Ciutat Meridiana | Nou Barris                | estació de metro                   | Anomenat per: Ciutat Meridiana              | 41° 27′ 39″ N, 2° 10′ 28″ E / 41.4609°N,2.1744°E                  |           | Ciutat Meridiana metrostation    | Modifica les dades a Wikidata |
|        | Estació de Maragall         | Horta-Guinardó Nou Barris | estació de metro estació soterrada | 1959 Anomenat per: passeig de Maragall      | 41° 25′ 26″ N, 2° 10′ 40″ E / 41.423872222222°N,2.1776638888889°E |           | Maragall metrostation            | Modifica les dades a Wikidata |
|        | Estació de Roquetes         | Nou Barris                | estació de metro estació soterrada | 2008 Anomenat per: les Roquetes             | 41° 26′ 48″ N, 2° 10′ 32″ E / 41.44666667°N,2.17555556°E          |           | Roquetes metrostation            | Modifica les dades a Wikidata |
|        | Estació de Trinitat Nova    | Nou Barris                | estació de metro estació soterrada | 1999 Anomenat per: la Trinitat Nova         | 41° 26′ 56″ N, 2° 10′ 57″ E / 41.44888889°N,2.1825°E              |           | Trinitat Nova metrostation       | Modifica les dades a Wikidata |
|        | Estació de Via Júlia        | Nou Barris                | estació de metro estació soterrada | 1982 Anomenat per: Via Júlia                | 41° 26′ 38″ N, 2° 10′ 43″ E / 41.443883333333°N,2.178675°E        |           | Via Júlia metrostation           | Modifica les dades a Wikidata |
|        | Estació de Vilapicina       | Nou Barris                | estació de metro estació soterrada | Anomenat per: Vilapicina i la Torre Llobeta | 41° 25′ 49″ N, 2° 10′ 05″ E / 41.4303°N,2.16806°E                 |           | Vilapicina metrostation          | Modifica les dades a Wikidata |
|        | Estació de Virrei Amat      | Nou Barris                | estació de metro estació soterrada |                                             | 41° 25′ 49″ N, 2° 10′ 29″ E / 41.4303°N,2.17472°E                 |           | Virrei Amat metrostation         | Modifica les dades a Wikidata |
|        | Llucmajor                   | Nou Barris                | estació de metro estació soterrada | 1982 Anomenat per: Llucmajor                | 41° 26′ 13″ N, 2° 10′ 24″ E / 41.437069444444°N,2.173425°E        |           | Llucmajor metrostation           | Modifica les dades a Wikidata |
|        | Torre Baró \| Vallbona      | Nou Barris                | estació de metro estació soterrada | Anomenat per: Torre Baró Vallbona           | 41° 27′ 34″ N, 2° 10′ 48″ E / 41.459580555556°N,2.1801111111111°E |           | Torre Baró-Vallbona metrostation | Modifica les dades a Wikidata |

## font
| imatge | Nom                                                          | Ubicat a             | instància de | Detalls | coordenades                                                                        | Protecció               | Commons (més fotos)                                | Dades a WD                    |
| ------ | ------------------------------------------------------------ | -------------------- | ------------ | ------- | ---------------------------------------------------------------------------------- | ----------------------- | -------------------------------------------------- | ----------------------------- |
|        | Font Manuel de Falla                                         | Canyelles            | font         |         | 41° 26′ 31″ N, 2° 09′ 56″ E / 41.44192°N,2.16543°E ca:Parc Josep Maria Serra Martí | art públic de Barcelona | Font Manuel de Falla (Pedro Barragán)              | Modifica les dades a Wikidata |
|        | Font Muguera                                                 | Torre Baró           | font         |         | 41° 27′ 26″ N, 2° 10′ 11″ E / 41.457322°N,2.169666°E 106 msnm                      |                         | Font Muguera                                       | Modifica les dades a Wikidata |
|        | Font Mutant                                                  | Barcelona Nou Barris | font         |         | 41° 26′ 29″ N, 2° 10′ 48″ E / 41.44147°N,2.1801°E ca:Plaça Àngel Pestaña           | art públic de Barcelona | Font Mutant (Enric Pladevall)                      | Modifica les dades a Wikidata |
|        | Font artística de la plaça de las Madres de la Plaza de Mayo | Barcelona Porta      | font         |         | 41° 26′ 07″ N, 2° 10′ 20″ E / 41.4354°N,2.17221°E                                  |                         | Font de la plaça de las Madres de la Plaza de Mayo | Modifica les dades a Wikidata |
|        | Font interactiva                                             | Barcelona Nou Barris | font         |         | 41° 26′ 06″ N, 2° 10′ 52″ E / 41.43512°N,2.181°E                                   | art públic de Barcelona |                                                    | Modifica les dades a Wikidata |
|        | font de la Harry Walker                                      | Barcelona Nou Barris | font         |         | 41° 26′ 23″ N, 2° 10′ 52″ E / 41.4396°N,2.18121°E ca:Plaça Harry Walker            | art públic de Barcelona | Font de la Harry Walker                            | Modifica les dades a Wikidata |

## jardí públic
| imatge | Nom                            | Ubicat a                                                                                                   | instància de         | Detalls                                                        | coordenades                                                                                            | Protecció | Commons (més fotos)            | Dades a WD                    |
| ------ | ------------------------------ | --- | -------------------- | -------------------------------------------------------------- | --- | --------- | ------------------------------ | ----------------------------- |
|        | Jardins de Can Xiringoi        | Vilapicina i la Torre Llobeta                                                                              | jardí públic         | 2015 Superfície: 0.7ha Anomenat per: Can Xiringall             | 41° 25′ 39″ N, 2° 10′ 34″ E / 41.4275°N,2.1761111111111°E ca:Avinguda dels Quinze, 50                  |           | Jardins de Can Xiringoi        | Modifica les dades a Wikidata |
|        | Jardins de José Ignacio Urenda | el Turó de la Peira                                                                                        | jardí públic         | Superfície: 0.64ha Anomenat per: José Ignacio Urenda i Bariego | 41° 25′ 51″ N, 2° 10′ 15″ E / 41.430817°N,2.170697°E ca:Pg .Peira, 4X / Rosario Pi, 11-19              |           | Jardins de José Ignacio Urenda | Modifica les dades a Wikidata |
|        | Mirador de Torre Baró          | Barcelona les Roquetes                                                                                     | jardí públic mirador |                                                                | 41° 27′ 06″ N, 2° 10′ 43″ E / 41.45165252685547°N,2.178601026535034°E ca:Crtra. del Mirador de Llobera |           |                                | Modifica les dades a Wikidata |
|        | Parc Fluvial del Besòs         | Montcada i Reixac Santa Coloma de Gramenet Sant Adrià de Besòs Barcelona Nou Barris Sant Andreu Sant Martí | jardí públic         | Superfície: 112.92ha                                           | 41° 25′ 49″ N, 2° 12′ 53″ E / 41.43027778°N,2.21472222°E                                               |           | Parc Fluvial del Besòs         | Modifica les dades a Wikidata |
|        | Parc del Turó de la Peira      | el Turó de la Peira                                                                                        | jardí públic         | Superfície: 7.71ha Anomenat per: turó de la Peira              | 41° 26′ 00″ N, 2° 09′ 56″ E / 41.433434°N,2.16557°E                                                    |           | Pineda del Turó de la Peira    | Modifica les dades a Wikidata |

## masia
| imatge | Nom               | Ubicat a                      | instància de                                          | Detalls                           | coordenades | Protecció                                                               | Commons (més fotos)           | Dades a WD                    |
| ------ | ----------------- | ----------------------------- | ----------------------------------------------------- | --------------------------------- | --- | ----------------------------------------------------------------------- | ----------------------------- | ----------------------------- |
|        | Ca n'Amell Gran   | la Guineueta                  | masia                                                 |                                   | 41° 26′ 15″ N, 2° 10′ 10″ E / 41.43757842101462°N,2.1694853913865133°E ca:Marie Curie, 21                                         |                                                                         | Ca n'Amell Gran               | Modifica les dades a Wikidata |
|        | Ca n'Artés        | el Turó de la Peira           | masia                                                 | Estil: arquitectura popular       | 41° 25′ 50″ N, 2° 10′ 21″ E / 41.430580555556°N,2.1726222222222°E ca:Pere d'Artés, 8 60 msnm                                      | bé cultural d'interès local                                             | Ca l'Artés (Nou Barris)       | Modifica les dades a Wikidata |
|        | Cal Bonet         | Nou Barris                    | masia                                                 | Estat: enderrocat o destruït      | 41° 25′ 53″ N, 2° 10′ 00″ E / 41.4313°N,2.16671°E                                                                                 |                                                                         |                               | Modifica les dades a Wikidata |
|        | Cal Garibaldi     | Nou Barris                    | masia                                                 | Estat: enderrocat o destruït      | 41° 25′ 50″ N, 2° 09′ 59″ E / 41.430674°N,2.166379°E                                                                              |                                                                         |                               | Modifica les dades a Wikidata |
|        | Cal Playa         | Nou Barris                    | masia                                                 | Estat: enderrocat o destruït      | 41° 25′ 52″ N, 2° 09′ 56″ E / 41.431194°N,2.16553°E                                                                               |                                                                         |                               | Modifica les dades a Wikidata |
|        | Can Bastida       | Vilapicina i la Torre Llobeta | masia                                                 | Estat: enderrocat o destruït      | 41° 25′ 39″ N, 2° 10′ 08″ E / 41.427561°N,2.168766°E                                                                              |                                                                         | Can Bastida (Barcelona)       | Modifica les dades a Wikidata |
|        | Can Basté         | el Turó de la Peira           | masia                                                 | Estil: neoclassicisme             | 41° 25′ 50″ N, 2° 10′ 23″ E / 41.430578281038294°N,2.173078842539544°E ca:Pg. Fabra i Puig, 274-276 i Pere d'Artés, 5             | bé cultural d'interès local                                             | Can Basté                     | Modifica les dades a Wikidata |
|        | Can Carreras      | la Guineueta                  | masia                                                 | Estil: arquitectura popular       | 41° 26′ 12″ N, 2° 09′ 57″ E / 41.43661°N,2.16583°E ca:Parc Central de Nou Barris                                                  | bé integrant del patrimoni cultural català                              | Can Carreras (Nou Barris)     | Modifica les dades a Wikidata |
|        | Can Dragó Nou     | la Prosperitat                | masia                                                 | 1929 Estat: enderrocat o destruït | 41° 26′ 28″ N, 2° 11′ 00″ E / 41.441178°N,2.183275°E ca:Entre els carrers de Vinyar, Argullós, Joaquim Valls i Av. Rio de Janeiro |                                                                         |                               | Modifica les dades a Wikidata |
|        | Can Dragó Vell    | la Prosperitat                | masia                                                 | Estat: enderrocat o destruït      | 41° 26′ 26″ N, 2° 11′ 03″ E / 41.440641°N,2.184122°E ca:Entre Av. Rio de Janeiro, Av.Meridiana i Pg. Valldaura                    |                                                                         |                               | Modifica les dades a Wikidata |
|        | Can Gaig          | Vilapicina i la Torre Llobeta | masia                                                 | Estat: enderrocat o destruït      | 41° 25′ 48″ N, 2° 10′ 11″ E / 41.43007°N,2.169757°E                                                                               |                                                                         |                               | Modifica les dades a Wikidata |
|        | Can Garrigó       | Vilapicina i la Torre Llobeta | masia                                                 | Estat: enderrocat o destruït      | 41° 25′ 44″ N, 2° 10′ 44″ E / 41.42884°N,2.17879°E                                                                                |                                                                         |                               | Modifica les dades a Wikidata |
|        | Can Masdeu        | Horta Canyelles               | masia                                                 | Estil: arquitectura popular       | 41° 26′ 44″ N, 2° 09′ 27″ E / 41.44555556°N,2.1575°E ca:Camí de Can Masdeu                                                        | bé integrant del patrimoni cultural català bé amb protecció urbanística | Can Masdeu                    | Modifica les dades a Wikidata |
|        | Can Peguera       | Can Peguera                   | masia                                                 | Estat: enderrocat o destruït      | 41° 26′ 04″ N, 2° 09′ 51″ E / 41.43448345585853°N,2.1641068747911887°E                                                            |                                                                         |                               | Modifica les dades a Wikidata |
|        | Can Sabadell      | Barcelona el Turó de la Peira | masia                                                 | Estat: enderrocat o destruït      | 41° 25′ 52″ N, 2° 10′ 16″ E / 41.43116°N,2.17103°E                                                                                |                                                                         |                               | Modifica les dades a Wikidata |
|        | Can Santgenís     | Canyelles                     | masia                                                 | Estil: arquitectura popular       | 41° 26′ 28″ N, 2° 09′ 40″ E / 41.44108°N,2.16105°E ca:Camí Antic de Sant Llàtzer, 2-6 ca:Pg. Vall d'Hebron, 291-301               | bé integrant del patrimoni cultural català bé amb protecció urbanística | Can Sangenís                  | Modifica les dades a Wikidata |
|        | Can Sitjar        | Vilapicina i la Torre Llobeta | masia                                                 | Estat: enderrocat o destruït      | 41° 25′ 45″ N, 2° 10′ 29″ E / 41.429272222222°N,2.1747444444444°E                                                                 |                                                                         | Can Sitjar (Nou Barris)       | Modifica les dades a Wikidata |
|        | Can Solà          | Porta                         | masia                                                 | Estat: enderrocat o destruït      | 41° 25′ 52″ N, 2° 10′ 33″ E / 41.431036°N,2.175969°E                                                                              |                                                                         | Can Solà (Barcelona)          | Modifica les dades a Wikidata |
|        | Can Valent        | Porta                         | masia                                                 | Estil: arquitectura popular       | 41° 26′ 07″ N, 2° 10′ 47″ E / 41.43531°N,2.17962°E ca:Av. Rio de Janeiro, 51-53                                                   | bé integrant del patrimoni cultural català bé amb protecció urbanística | Cal Valent (Nou Barris)       | Modifica les dades a Wikidata |
|        | Can Verdaguer     | Porta                         | masia                                                 | Estil: arquitectura popular       | 41° 26′ 03″ N, 2° 10′ 45″ E / 41.43416484047494°N,2.1791053611433657°E ca:Piferrer, 94-100                                        | bé cultural d'interès local                                             | Can Verdaguer (Nou Barris)    | Modifica les dades a Wikidata |
|        | Can Xiringall     | Vilapicina i la Torre Llobeta | masia                                                 | Estat: enderrocat o destruït      | 41° 25′ 32″ N, 2° 10′ 35″ E / 41.42562°N,2.176387°E                                                                               |                                                                         | Can Xiringoi                  | Modifica les dades a Wikidata |
|        | Granja Montserrat | Barcelona Nou Barris          | masia                                                 |                                   | 41° 27′ 51″ N, 2° 10′ 55″ E / 41.46413°N,2.18196°E ca:C. Torrent de Tapioles, 11                                                  | bé integrant del patrimoni cultural català                              | Granja Montserrat (Barcelona) | Modifica les dades a Wikidata |
|        | Torre Llobeta     | Vilapicina i la Torre Llobeta | masia casa pairal Ús: biblioteca pública centre cívic | Estil: gòtic tardà                | 41° 25′ 37″ N, 2° 10′ 27″ E / 41.42682885773563°N,2.1740301409803613°E ca:Santa Fe, 2 bis i Pl. Torre Llobeta                     | bé cultural d'interès local                                             | Torre Llobeta                 | Modifica les dades a Wikidata |

## mercat cobert
| imatge | Nom                    | Ubicat a                      | instància de                            | Detalls | coordenades                                                                                            | Protecció | Commons (més fotos) | Dades a WD                    |
| ------ | ---------------------- | ----------------------------- | --------------------------------------- | ------- | --- | --------- | ------------------- | ----------------------------- |
|        | Mercat de la Trinitat  | Barcelona la Trinitat Nova    | mercat cobert estructura arquitectònica |         | 41° 26′ 54″ N, 2° 11′ 03″ E / 41.44843292236328°N,2.184041976928711°E ca:Pedrosa, 21                   |           |                     | Modifica les dades a Wikidata |
|        | mercat de Canyelles    | Barcelona Canyelles           | mercat cobert estructura arquitectònica |         | 41° 26′ 31″ N, 2° 09′ 51″ E / 41.44181442260742°N,2.164220094680786°E ca:Carrer Antonio Machado, 10    |           |                     | Modifica les dades a Wikidata |
|        | mercat de Montserrat   | Barcelona les Roquetes        | mercat cobert estructura arquitectònica |         | 41° 26′ 47″ N, 2° 10′ 44″ E / 41.446502685546875°N,2.1789960861206055°E ca:Via Favència, 241           |           |                     | Modifica les dades a Wikidata |
|        | mercat de la Guineueta | Barcelona la Guineueta        | mercat cobert estructura arquitectònica |         | 41° 26′ 18″ N, 2° 10′ 12″ E / 41.43832778930664°N,2.1700990200042725°E ca:Passeig de Valldaura, 190    |           |                     | Modifica les dades a Wikidata |
|        | mercat de la Mercè     | Barcelona el Turó de la Peira | mercat cobert estructura arquitectònica |         | 41° 25′ 51″ N, 2° 10′ 25″ E / 41.43074035644531°N,2.1735830307006836°E ca:Pg. de Fabra i Puig, 270-272 |           | Mercat de la Mercè  | Modifica les dades a Wikidata |

## mina d'aigua
| imatge | Nom                     | Ubicat a                       | instància de | Detalls | coordenades                                                   | Protecció                                  | Commons (més fotos)                | Dades a WD                    |
| ------ | ----------------------- | ------------------------------ | ------------ | ------- | ------------------------------------------------------------- | ------------------------------------------ | ---------------------------------- | ----------------------------- |
|        | Font Nova de Canyelles  | Torre Baró                     | mina d'aigua |         | 41° 26′ 58″ N, 2° 10′ 06″ E / 41.449572°N,2.16832°E 210 msnm  |                                            | Font Nova de Canyelles             | Modifica les dades a Wikidata |
|        | Font Vella de Canyelles | les Roquetes                   | mina d'aigua |         | 41° 26′ 53″ N, 2° 10′ 08″ E / 41.447999°N,2.168869°E 160 msnm |                                            | Font Vella de Canyelles            | Modifica les dades a Wikidata |
|        | Font de Santa Eulàlia   | Barcelona Nou Barris Canyelles | mina d'aigua |         | 41° 26′ 51″ N, 2° 09′ 42″ E / 41.44763°N,2.16157°E            | bé integrant del patrimoni cultural català | Font de Santa Eulàlia (Collserola) | Modifica les dades a Wikidata |

## monument
| imatge | Nom                             | Ubicat a               | instància de | Detalls | coordenades | Protecció | Commons (més fotos) | Dades a WD                    |
| ------ | ------------------------------- | ---------------------- | ------------ | ------- | --- | --------- | ------------------- | ----------------------------- |
|        | La Balena del Parc Central      | Barcelona la Guineueta | monument     |         | 41° 26′ 12″ N, 2° 10′ 04″ E / 41.43669891357422°N,2.167659044265747°E ca:Parc Central de Nou Barris                  |           |                     | Modifica les dades a Wikidata |
|        | Monument a Salvador Puig Antich | Barcelona les Roquetes | monument     |         | 41° 27′ 01″ N, 2° 10′ 39″ E / 41.45030975341797°N,2.177540063858032°E ca:Plaça Salvador Puig Antich / Carrer Llobera |           |                     | Modifica les dades a Wikidata |

## muntanya
| imatge | Nom              | Ubicat a                               | instància de | Detalls                   | coordenades                                                                     | Protecció | Commons (més fotos) | Dades a WD                    |
| ------ | ---------------- | -------------------------------------- | ------------ | ------------------------- | ------------------------------------------------------------------------------- | --------- | ------------------- | ----------------------------- |
|        | Turó Blau        | Montcada i Reixac Barcelona Torre Baró | muntanya     |                           | 41° 27′ 05″ N, 2° 09′ 56″ E / 41.4515°N,2.1656°E 310 msnm                       |           | Turó Blau           | Modifica les dades a Wikidata |
|        | Turó Sul         | Montcada i Reixac Barcelona Canyelles  | muntanya     |                           | 41° 27′ 01″ N, 2° 09′ 40″ E / 41.4503°N,2.16104°E 280 msnm                      |           | Turó Sul            | Modifica les dades a Wikidata |
|        | Turó de Roquetes | Barcelona Nou Barris                   | muntanya     |                           | 41° 27′ 05″ N, 2° 10′ 13″ E / 41.4513°N,2.17029°E 304.1 msnm                    |           | Turó de Roquetes    | Modifica les dades a Wikidata |
|        | turó de la Peira | el Turó de la Peira                    | muntanya     | Anomenat per: Ca la Peira | 41° 25′ 58″ N, 2° 09′ 56″ E / 41.432802729637594°N,2.165493145581682°E 138 msnm |           | Turó de la Peira    | Modifica les dades a Wikidata |

## obra escultòrica
| imatge | Nom                                                                | Ubicat a                         | instància de     | Detalls                                                                                            | coordenades | Protecció               | Commons (més fotos)                                                            | Dades a WD                    |
| ------ | ------------------------------------------------------------------ | -------------------------------- | ---------------- | -------------------------------------------------------------------------------------------------- | --- | ----------------------- | ------------------------------------------------------------------------------ | ----------------------------- |
|        | A Blas Infante                                                     | Barcelona Nou Barris             | obra escultòrica | | 41° 26′ 26″ N, 2° 10′ 23″ E / 41.44069°N,2.17302°E ca:Passeig Andreu Nin, 51                                                                | art públic de Barcelona | A Blas Infante (Xavier Cuenca Iturat)                                          | Modifica les dades a Wikidata |
|        | A Brossa                                                           | Barcelona Nou Barris             | obra escultòrica | Creador: Perejaume                                                                                 | 41° 26′ 24″ N, 2° 10′ 44″ E / 41.44013°N,2.17894°E ca:Plaça de la Prosperitat                                                               | art públic de Barcelona | A Brossa (Perejaume)                                                           | Modifica les dades a Wikidata |
|        | A César Vallejo                                                    | Barcelona Nou Barris Can Peguera | obra escultòrica | 1992                                                                                               | 41° 26′ 07″ N, 2° 10′ 06″ E / 41.43537°N,2.16838°E                                                                                          | art públic de Barcelona | A César Vallejo (Pedro Barrera)                                                | Modifica les dades a Wikidata |
|        | A Emili Pi i Molist                                                | Barcelona Nou Barris             | obra escultòrica | Anomenat per: Emili Pi i Molist Dedicat a: Emili Pi i Molist                                       | 41° 26′ 01″ N, 2° 10′ 07″ E / 41.43363°N,2.16858°E                                                                                          | art públic de Barcelona |                                                                                | Modifica les dades a Wikidata |
|        | A Josep Anselm Clavé i a l'Agrupació Sardanista l'Ideal d'en Clavé | Barcelona Nou Barris             | obra escultòrica | | 41° 26′ 31″ N, 2° 10′ 41″ E / 41.4419°N,2.17811°E ca:Via Júlia, davant de la plaça Francesc Layret                                          | art públic de Barcelona | A Josep Anselm Clavé i a l'Agrupació Sardanista l'Ideal d'en Clavé (Via Júlia) | Modifica les dades a Wikidata |
|        | A Víctor Jara                                                      | Canyelles                        | obra escultòrica | Creador: Lautaro Díaz                                                                              | 41° 26′ 28″ N, 2° 09′ 46″ E / 41.44119°N,2.16273°E ca:Ronda Guineueta Vella s/n                                                             | art públic de Barcelona | A Víctor Jara (Lautaro Díaz)                                                   | Modifica les dades a Wikidata |
|        | A Álvaro Cunqueiro                                                 | Barcelona Nou Barris             | obra escultòrica | | 41° 25′ 41″ N, 2° 10′ 09″ E / 41.42816°N,2.16927°E                                                                                          | art públic de Barcelona | A Álvaro Cunqueiro (Guillermo Feal Otero)                                      | Modifica les dades a Wikidata |
|        | Agafant el metro                                                   | Barcelona Nou Barris             | obra escultòrica | | | art públic de Barcelona |                                                                                | Modifica les dades a Wikidata |
|        | Alegrías                                                           | Canyelles                        | obra escultòrica | | 41° 26′ 32″ N, 2° 09′ 58″ E / 41.44236°N,2.16622°E ca:Parc Josep Maria Serra Martí                                                          | art públic de Barcelona | Alegrías (Ignasi Farreras)                                                     | Modifica les dades a Wikidata |
|        | Als nous catalans                                                  | Barcelona Nou Barris             | obra escultòrica | | 41° 26′ 32″ N, 2° 10′ 41″ E / 41.44223°N,2.17793°E ca:Via Júlia. Davant de la plaça Francesc Layret                                         | art públic de Barcelona | Als nous catalans (Sergi Aguilar)                                              | Modifica les dades a Wikidata |
|        | Arte                                                               | la Trinitat Nova                 | obra escultòrica | | 41° 26′ 58″ N, 2° 10′ 52″ E / 41.44957°N,2.18105°E                                                                                          | art públic de Barcelona | Arte (Colectivo Almorrana)                                                     | Modifica les dades a Wikidata |
|        | Aurigues olímpics                                                  | Porta                            | obra escultòrica | Creador: Pau Gargallo i Catalán Estil: noucentisme                                                 | 41° 26′ 01″ N, 2° 10′ 57″ E / 41.43373°N,2.18255°E Parc de Can Dragó                                                                        | art públic de Barcelona | Els aurigues olímpics (Parc de Can Dragó)                                      | Modifica les dades a Wikidata |
|        | Conversa                                                           | Barcelona Nou Barris             | obra escultòrica | | 41° 25′ 33″ N, 2° 10′ 36″ E / 41.4259389°N,2.17658042°E                                                                                     | art públic de Barcelona | Conversa (Sergi Aguilar)                                                       | Modifica les dades a Wikidata |
|        | Dansa                                                              | Canyelles                        | obra escultòrica | | 41° 26′ 28″ N, 2° 09′ 46″ E / 41.441°N,2.16272°E                                                                                            | art públic de Barcelona |                                                                                | Modifica les dades a Wikidata |
|        | El Campanar                                                        | Barcelona Nou Barris             | obra escultòrica | | 41° 26′ 10″ N, 2° 10′ 44″ E / 41.43614672°N,2.1788549°E                                                                                     | art públic de Barcelona | El Campanar (Cementiri de Sant Andreu)                                         | Modifica les dades a Wikidata |
|        | El Petit Príncep                                                   | Barcelona Nou Barris             | obra escultòrica | | 41° 25′ 54″ N, 2° 10′ 31″ E / 41.43161°N,2.17539°E                                                                                          | art públic de Barcelona | Jardins El Petit Príncep                                                       | Modifica les dades a Wikidata |
|        | Escrit a l'aigua                                                   | la Trinitat Nova                 | obra escultòrica | | 41° 27′ 05″ N, 2° 11′ 09″ E / 41.451375°N,2.185876965°E                                                                                     | art públic de Barcelona |                                                                                | Modifica les dades a Wikidata |
|        | Escullera                                                          | Barcelona Nou Barris             | obra escultòrica | Creador: Jaume Plensa i Suñé                                                                       | 41° 26′ 32″ N, 2° 10′ 41″ E / 41.44211°N,2.178179°E 41° 26′ 32″ N, 2° 10′ 41″ E / 41.44209°N,2.17819°E ca:Conflent en front de la Via Júlia | art públic de Barcelona | Escullera (Jaume Plensa)                                                       | Modifica les dades a Wikidata |
|        | Grup Carlos Trías                                                  | Barcelona Nou Barris             | obra escultòrica | | 41° 26′ 32″ N, 2° 10′ 22″ E / 41.44213°N,2.17282°E                                                                                          | art públic de Barcelona | Grup Carlos Trías                                                              | Modifica les dades a Wikidata |
|        | Guineu                                                             | Barcelona Nou Barris             | obra escultòrica | | 41° 26′ 24″ N, 2° 10′ 25″ E / 41.43998°N,2.17355°E ca:Parc de la Guineueta                                                                  | art públic de Barcelona | Guineu (Julià Riu i Serra)                                                     | Modifica les dades a Wikidata |
|        | Homenatge a la Mediterrània                                        | Barcelona Nou Barris             | obra escultòrica | Creador: Xavier Corberó i Olivella                                                                 | 41° 26′ 02″ N, 2° 10′ 35″ E / 41.43395°N,2.17638°E ca:Plaça Sóller                                                                          | art públic de Barcelona | Homenatge a la Mediterrània (Xavier Corberó)                                   | Modifica les dades a Wikidata |
|        | Homenatge a quatre alemanys                                        | Barcelona Nou Barris             | obra escultòrica | | 41° 26′ 12″ N, 2° 10′ 45″ E / 41.4366293°N,2.179107069°E cementiri de Sant Andreu                                                           | art públic de Barcelona |                                                                                | Modifica les dades a Wikidata |
|        | Jardí de Llum                                                      | Ciutat Meridiana                 | obra escultòrica | | 41° 27′ 40″ N, 2° 10′ 29″ E / 41.4610423°N,2.17465192°E                                                                                     | art públic de Barcelona | Jardí de Llum (Eugènia Balcells)                                               | Modifica les dades a Wikidata |
|        | La República                                                       | Nou Barris                       | obra escultòrica | Creador: Josep Viladomat i Massanas Estil: noucentisme 1934 Llarg: 920cm Ample: 1410cm Alt: 2700cm | 41° 26′ 18″ N, 2° 10′ 29″ E / 41.43837°N,2.17465°E ca:Plaça de la República                                                                 | art públic de Barcelona | Homenatge a Pi i Margall (Plaça de la República)                               | Modifica les dades a Wikidata |
|        | La flama                                                           | Barcelona Nou Barris             | obra escultòrica | | 41° 25′ 39″ N, 2° 10′ 24″ E / 41.42759°N,2.17344°E ca:Cartellà / Costa Cuixart                                                              | art públic de Barcelona | Flama (Ricard Vaccaro)                                                         | Modifica les dades a Wikidata |
|        | Metamemòria                                                        | la Trinitat Nova                 | obra escultòrica | Creador: Enric Maurí Vila                                                                          | 41° 26′ 56″ N, 2° 11′ 02″ E / 41.44897°N,2.18391°E                                                                                          | art públic de Barcelona |                                                                                | Modifica les dades a Wikidata |
|        | Mitjana escultòrica                                                | Barcelona Nou Barris             | obra escultòrica | | 41° 26′ 30″ N, 2° 11′ 04″ E / 41.44154°N,2.18442°E ca:Avinguda Rio de Janeiro, mitjana del carrer                                           | art públic de Barcelona | Mitjana escultòrica (Avinguda Rio de Janeiro)                                  | Modifica les dades a Wikidata |
|        | Murs de la Via Júlia                                               | Barcelona Nou Barris             | obra escultòrica | | 41° 26′ 33″ N, 2° 10′ 41″ E / 41.44246°N,2.17816°E                                                                                          | art públic de Barcelona | Murs de la Via Júlia                                                           | Modifica les dades a Wikidata |
|        | Panteó del Soldat                                                  | Barcelona Nou Barris             | obra escultòrica | | 41° 26′ 11″ N, 2° 10′ 41″ E / 41.436384°N,2.17796444°E                                                                                      | art públic de Barcelona | Panteó del Soldat (Cementiri de Sant Andreu)                                   | Modifica les dades a Wikidata |
|        | Parc Central de Nou Barris. Elements ornamentals                   | Barcelona Nou Barris             | obra escultòrica | | 41° 26′ 12″ N, 2° 10′ 17″ E / 41.4366°N,2.17133°E                                                                                           | art públic de Barcelona | Elements ornamentals del Parc Central de Nou Barris                            | Modifica les dades a Wikidata |
|        | Sant Andreu                                                        | Barcelona Nou Barris             | obra escultòrica | | 41° 26′ 13″ N, 2° 10′ 39″ E / 41.437°N,2.17746°E                                                                                            | art públic de Barcelona | Sant Andreu (Antonio Ramón González)                                           | Modifica les dades a Wikidata |
|        | Tall Irregular Progression                                         | Porta                            | obra escultòrica | Creador: Sol LeWitt                                                                                | 41° 25′ 52″ N, 2° 10′ 56″ E / 41.43121°N,2.18216°E Parc de Can Dragó                                                                        | art públic de Barcelona | Tall Irregular Progression. A les Víctimes del terrorisme                      | Modifica les dades a Wikidata |
|        | Tir al món amb mar de fons                                         | Canyelles                        | obra escultòrica | | 41° 26′ 29″ N, 2° 09′ 54″ E / 41.44139°N,2.1651°E ca:Estació de metro de Canyelles                                                          | art públic de Barcelona | Tir al món amb mar de fons (Benet Rosell)                                      | Modifica les dades a Wikidata |
|        | Torre Favència                                                     | Barcelona Nou Barris             | obra escultòrica | | 41° 26′ 44″ N, 2° 10′ 46″ E / 41.44562°N,2.17937°E ca:Via Júlia / Via Favència                                                              | art públic de Barcelona | Torre Favència (Antoni Roselló)                                                | Modifica les dades a Wikidata |
|        | Viatge global, viatge local, viatge personal                       | les Roquetes                     | obra escultòrica | | 41° 26′ 53″ N, 2° 10′ 34″ E / 41.448°N,2.17625°E Estació de Roquetes                                                                        | art públic de Barcelona | Viatge global, viatge local, viatge personal                                   | Modifica les dades a Wikidata |
|        | Voluntat i perseverança                                            | la Trinitat Nova                 | obra escultòrica | | 41° 26′ 56″ N, 2° 11′ 08″ E / 41.44899°N,2.1856°E                                                                                           | art públic de Barcelona |                                                                                | Modifica les dades a Wikidata |
|        | i [&]Territori / Participació                                      | Torre Baró                       | obra escultòrica | | 41° 27′ 32″ N, 2° 10′ 48″ E / 41.4587686°N,2.180137038°E                                                                                    | art públic de Barcelona |                                                                                | Modifica les dades a Wikidata |

## parc
| imatge | Nom                             | Ubicat a         | instància de | Detalls                                                                    | coordenades | Protecció | Commons (més fotos)             | Dades a WD                    |
| ------ | ------------------------------- | ---------------- | ------------ | -------------------------------------------------------------------------- | --- | --------- | ------------------------------- | ----------------------------- |
|        | Parc Central de Nou Barris      | la Guineueta     | parc         | Arquitecte: Carme Fiol i Costa Superfície: 17.7ha Anomenat per: Nou Barris | 41° 26′ 12″ N, 2° 10′ 02″ E / 41.43669°N,2.16735°E ca:Plaça Major de Nou Barris / Passeig Urrutia / Carrer Marie Curie / Plaça Karl Marx |           | Parc Central de Nou Barris      | Modifica les dades a Wikidata |
|        | Parc de Can Dragó               | Porta            | parc         | Superfície: 11.86ha                                                        | 41° 26′ 08″ N, 2° 10′ 58″ E / 41.4356°N,2.18287°E ca:Av. Meridiana, Av. Rio de Janeiro, Pg. Andreu Nin, Pg. Valldaura                    |           | Parc de Can Dragó               | Modifica les dades a Wikidata |
|        | Parc de Josep Maria Serra Martí | Canyelles        | parc         | 1994 Anomenat per: Josep Maria Serra i Martí                               | 41° 26′ 33″ N, 2° 10′ 00″ E / 41.44261°N,2.16665°E ca:Miguel Hernández, 16                                                               |           | Parc de Josep Maria Serra Martí | Modifica les dades a Wikidata |
|        | Parc de l'Aqüeducte             | Ciutat Meridiana | parc         | 2021                                                                       | 41° 27′ 33″ N, 2° 10′ 29″ E / 41.459247642632384°N,2.17481017112732°E                                                                    |           | Parc de l'Aqüeducte             | Modifica les dades a Wikidata |
|        | Parc de la Guineueta            | la Guineueta     | parc         | 1971                                                                       | 41° 26′ 25″ N, 2° 10′ 23″ E / 41.44023°N,2.17306°E ca:Pl de la República, 9                                                              |           | Parc de la Guineueta            | Modifica les dades a Wikidata |
|        | Parc del Pla de Fornells        | Nou Barris       | parc         |                                                                            | 41° 26′ 55″ N, 2° 10′ 36″ E / 41.448495°N,2.176762°E ca:C/ Nou Barris, 14                                                                |           | Parc del Pla de Fornells        | Modifica les dades a Wikidata |

## placa commemorativa
| imatge | Nom                                                                                      | Ubicat a                                | instància de        | Detalls | coordenades                                             | Protecció               | Commons (més fotos)                           | Dades a WD                    |
| ------ | ---------------------------------------------------------------------------------------- | --------------------------------------- | ------------------- | ------- | ------------------------------------------------------- | ----------------------- | --------------------------------------------- | ----------------------------- |
|        | 10 aniversari Escola Rusiñol                                                             | Barcelona la Prosperitat                | placa commemorativa |         | 41° 26′ 22″ N, 2° 10′ 51″ E / 41.43932°N,2.18079°E      | art públic de Barcelona |                                               | Modifica les dades a Wikidata |
|        | 25è aniversari de l'Escola Rusiñol                                                       | Barcelona la Prosperitat                | placa commemorativa |         | 41° 26′ 22″ N, 2° 10′ 51″ E / 41.43932°N,2.18079°E      | art públic de Barcelona |                                               | Modifica les dades a Wikidata |
|        | Antaviana                                                                                | Barcelona les Roquetes                  | placa commemorativa |         | 41° 26′ 54″ N, 2° 10′ 40″ E / 41.44836°N,2.1777927°E    | art públic de Barcelona |                                               | Modifica les dades a Wikidata |
|        | CAP de Roquetes                                                                          | Barcelona les Roquetes                  | placa commemorativa |         | 41° 26′ 46″ N, 2° 10′ 25″ E / 41.446143°N,2.173748016°E | art públic de Barcelona |                                               | Modifica les dades a Wikidata |
|        | Comissió de Solidaritat amb familiars de presoners polítics i desapareguts a l'Argentina | Barcelona Porta                         | placa commemorativa |         | 41° 26′ 07″ N, 2° 10′ 20″ E / 41.43536°N,2.17227°E      | art públic de Barcelona |                                               | Modifica les dades a Wikidata |
|        | Joaquim Puig i Pidemunt                                                                  | Barcelona les Roquetes                  | placa commemorativa |         | 41° 26′ 40″ N, 2° 10′ 23″ E / 41.44458°N,2.17317°E      | art públic de Barcelona |                                               | Modifica les dades a Wikidata |
|        | Josep Lluís Facerias                                                                     | Barcelona Porta                         | placa commemorativa |         | 41° 26′ 07″ N, 2° 10′ 20″ E / 41.4354°N,2.17221°E       | art públic de Barcelona |                                               | Modifica les dades a Wikidata |
|        | Mares de la Plaza de Mayo                                                                | Barcelona Porta                         | placa commemorativa |         | 41° 26′ 07″ N, 2° 10′ 20″ E / 41.43538°N,2.17226°E      | art públic de Barcelona |                                               | Modifica les dades a Wikidata |
|        | Ramon Aldrufeu                                                                           | Barcelona Vilapicina i la Torre Llobeta | placa commemorativa |         | 41° 25′ 47″ N, 2° 10′ 27″ E / 41.4297157°N,2.1740913°E  | art públic de Barcelona |                                               | Modifica les dades a Wikidata |
|        | Teixits Santa Rita                                                                       | Barcelona el Turó de la Peira           | placa commemorativa |         | 41° 25′ 50″ N, 2° 10′ 29″ E / 41.43055°N,2.17459°E      | art públic de Barcelona | The Year of the Commerce plaques in Barcelona | Modifica les dades a Wikidata |

## plaça
| imatge | Nom                               | Ubicat a                 | instància de       | Detalls | coordenades                                                                                             | Protecció | Commons (més fotos)               | Dades a WD                    |
| ------ | --------------------------------- | ------------------------ | ------------------ | ------- | --- | --------- | --------------------------------- | ----------------------------- |
|        | Plaça Roja de la Ciutat Meridiana | Nou Barris               | plaça              |         | 41° 27′ 41″ N, 2° 10′ 45″ E / 41.46150603744304°N,2.179081550765663°E                                   |           | Plaça Roja de la Ciutat Meridiana | Modifica les dades a Wikidata |
|        | plaça Sóller                      | Barcelona Porta          | plaça jardí públic |         | 41° 26′ 03″ N, 2° 10′ 34″ E / 41.434234619140625°N,2.176032066345215°E ca:C. Deià / C. Escultor Ordoñez |           | Plaça Sóller                      | Modifica les dades a Wikidata |
|        | plaça d'àngel Pestaña             | Barcelona la Prosperitat | plaça conjunt urbà |         | 41° 26′ 30″ N, 2° 10′ 47″ E / 41.441627502441406°N,2.1796889305114746°E ca:Plaça d'Àngel Pestaña        |           |                                   | Modifica les dades a Wikidata |
|        | plaça de Francesc Layret          | Barcelona Verdun         | plaça conjunt urbà |         | 41° 26′ 33″ N, 2° 10′ 38″ E / 41.44245147705078°N,2.1770949363708496°E ca:Plaça de Francesc Layret      |           |                                   | Modifica les dades a Wikidata |
|        | plaça de la República             | Nou Barris               | plaça              |         | 41° 26′ 18″ N, 2° 10′ 29″ E / 41.438347°N,2.174616°E                                                    |           | Plaça de la República (Barcelona) | Modifica les dades a Wikidata |

## pont
| imatge | Nom              | Ubicat a                                    | instància de | Detalls                                            | coordenades                                                                                    | Protecció                                  | Commons (més fotos)         | Dades a WD                    |
| ------ | ---------------- | ------------------------------------------- | ------------ | -------------------------------------------------- | ---------------------------------------------------------------------------------------------- | ------------------------------------------ | --------------------------- | ----------------------------- |
|        | Pont de la Vaca  | Barcelona Nou Barris                        | pont         |                                                    | 41° 27′ 42″ N, 2° 11′ 03″ E / 41.4618°N,2.18419°E ca:C. de la Torre Vella, sobre el Rec Comtal | bé integrant del patrimoni cultural català | Pont de la Vaca (Barcelona) | Modifica les dades a Wikidata |
|        | Pont del Dragó   | Porta la Prosperitat Sant Andreu de Palomar | pont         | 1862 Hi passa: avinguda Meridiana                  | 41° 26′ 23″ N, 2° 11′ 08″ E / 41.439714820685914°N,2.1854433649888954°E                        |                                            | Pont del Dragó              | Modifica les dades a Wikidata |
|        | pont del Congost | Barcelona Nou Barris                        | pont         | Travessa: C-58 C-17 C-33 Llarg: 176m Ample: 20.85m | 41° 27′ 37″ N, 2° 10′ 58″ E / 41.46036123921627°N,2.1826583147048955°E                         |                                            |                             | Modifica les dades a Wikidata |

## séquia
| imatge | Nom                   | Ubicat a                                                                                | instància de                     | Detalls                     | coordenades                                                                                    | Protecció                    | Commons (més fotos) | Dades a WD                    |
| ------ | --------------------- | --------------------------------------------------------------------------------------- | -------------------------------- | --------------------------- | ---------------------------------------------------------------------------------------------- | ---------------------------- | ------------------- | ----------------------------- |
|        | Rec Comtal            | Vallbona Sant Andreu de Palomar Sant Pere, Santa Caterina i la Ribera Montcada i Reixac | séquia                           | Estil: arquitectura popular | 41° 27′ 58″ N, 2° 11′ 12″ E / 41.46615611111111°N,2.186535°E                                   | bé amb protecció urbanística | Rec Comtal          | Modifica les dades a Wikidata |
|        | Rec Comtal a Vallbona | Vallbona                                                                                | séquia estructura arquitectònica |                             | 41° 27′ 58″ N, 2° 11′ 12″ E / 41.466156005859375°N,2.186534881591797°E ca:Plaça Primer de Maig |                              |                     | Modifica les dades a Wikidata |

## Misc
| imatge | Nom                                    | Ubicat a | instància de                           | Detalls                                   | coordenades                                                                                          | Protecció                    | Commons (més fotos)                    | Dades a WD                    |
| ------ | -------------------------------------- | --- | -------------------------------------- | ----------------------------------------- | --- | ---------------------------- | -------------------------------------- | ----------------------------- |
|        | Ascensor inclinat de Ciutat Meridiana  | Barcelona Nou Barris Ciutat Meridiana                                                                              | ascensor inclinat                      | 2007-07-09 Llarg: 95.7m                   | 41° 27′ 39″ N, 2° 10′ 37″ E / 41.46071469444445°N,2.1769511944444444°E 57.5 89.8 msnm                |                              | Ascensor inclinat de Ciutat Meridiana  | Modifica les dades a Wikidata |
|        | Conjunt de Santa Eulàlia de Vilapicina | el Turó de la Peira                                                                                                | conjunt històric                       |                                           | 41° 25′ 51″ N, 2° 10′ 23″ E / 41.43072°N,2.17295°E ca:Pg. Fabra i Puig, 274-276 i Pere d'Artés       | bé cultural d'interès local  | Conjunt de Santa Eulàlia de Vilapicina | Modifica les dades a Wikidata |
|        | Línia 11 del metro de Barcelona        | Barcelona Nou Barris Montcada i Reixac                                                                             | línia de metro automàtic               | Llarg: 2.3km                              | 41° 27′ 48″ N, 2° 10′ 19″ E / 41.4632°N,2.1718111111111°E                                            |                              | Barcelona Metro line 11                | Modifica les dades a Wikidata |
|        | Murals de Ciutat Meridiana             | Barcelona Ciutat Meridiana                                                                                         | mural                                  |                                           | 41° 27′ 37″ N, 2° 10′ 40″ E / 41.46039581298828°N,2.1777069568634033°E ca:Vallcivera, 24             |                              |                                        | Modifica les dades a Wikidata |
|        | N-150                                  | Vallès Occidental Nou Barris Montcada i Reixac Ripollet Cerdanyola del Vallès Barberà del Vallès Sabadell Terrassa | carretera carretera nacional d'Espanya | Llarg: 25km                               | 41° 29′ 22″ N, 2° 09′ 12″ E / 41.489553°N,2.153261°E                                                 |                              | N-150                                  | Modifica les dades a Wikidata |
|        | Polígon de la Torre Llobeta            | Vilapicina i la Torre Llobeta                                                                                      | polígon d'habitatges                   | Anomenat per: Torre Llobeta               | 41° 25′ 36″ N, 2° 10′ 27″ E / 41.42673056°N,2.17422222°E                                             |                              |                                        | Modifica les dades a Wikidata |
|        | Skatepark Favència                     | Barcelona Canyelles                                                                                                | skatepark estructura arquitectònica    |                                           | 41° 26′ 36″ N, 2° 10′ 15″ E / 41.44321823120117°N,2.1707520484924316°E ca:Via Favència               |                              |                                        | Modifica les dades a Wikidata |
|        | Torre Baró                             | Ciutat Meridiana                                                                                                   | estació subterrània baixador           |                                           | 41° 27′ 42″ N, 2° 10′ 49″ E / 41.4616°N,2.1804°E                                                     |                              | Torre del Baró train station           | Modifica les dades a Wikidata |
|        | Torrent de Canyelles                   | Barcelona Nou Barris                                                                                               | torrent                                | Desemboca: Parc de la Guineueta           | |                              |                                        | Modifica les dades a Wikidata |
|        | cementiri de Sant Andreu               | Porta | cementiri                              | Estil: arquitectura neoclàssica           | 41° 26′ 12″ N, 2° 10′ 43″ E / 41.436618°N,2.178538°E ca:Garrofers, 35-47 i Escultor Ordóñez, 134-140 | bé amb protecció urbanística | Cementiri de Sant Andreu               | Modifica les dades a Wikidata |
|        | els Quinze                             | Vilapicina i la Torre Llobeta el Guinardó el Congrés i els Indians                                                 | indret                                 |                                           | 41° 25′ 31″ N, 2° 10′ 35″ E / 41.425336°N,2.176256°E                                                 |                              |                                        | Modifica les dades a Wikidata |
|        | passeig de Maragall                    | el Camp de l'Arpa del Clot el Guinardó Navas Vilapicina i la Torre Llobeta la Font d'en Fargues Horta              | passeig                                | 1915 Anomenat per: Joan Maragall i Gorina | 41° 25′ 01″ N, 2° 10′ 50″ E / 41.41682778°N,2.18041667°E                                             |                              | Passeig de Maragall                    | Modifica les dades a Wikidata |
|        | ramal de les aigües                    | Nou Barris | línia de ferrocarril                   |                                           | 41° 27′ 51″ N, 2° 11′ 02″ E / 41.46419°N,2.183958°E                                                  |                              |                                        | Modifica les dades a Wikidata |
|        | túnel de Meridiana                     | Barcelona Eixample Sant Martí Sant Andreu Nou Barris                                                               | túnel ferroviari                       |                                           | 41° 25′ 10″ N, 2° 11′ 13″ E / 41.41931111°N,2.18685833°E avinguda Meridiana                          |                              |                                        | Modifica les dades a Wikidata |